# 광양 마로산성
광양 마로산성(光陽 馬老山城)은 대한민국 전라남도 광양시 광양읍에 있는 백제의 성곽이다. 2007년 12월 31일 대한민국의 사적 제492호로 지정되었다.

## 지정 사유
광양마로산성은 6세기 초에 축성되어 9세기까지 사용된 고대성곽(백제와 통일신라시대에 걸쳐 사용)으로 성곽유적이 잘 보존되어 있고 발굴시 명문와편 등이 출토되어 문헌(삼국사기)과 일치 하며, 웅진백제시기의 전남 동부국경지역의 산성특징을 잘 보여주고 있다.
5차례의 발굴조사에서 성벽, 백제～통일신라시대의 건물지 17동, 문지 3개소, 석축집수정 5개 소, 우물 2개소, 점토집수정 6개소, 치 3개소, 수구 3개소, 수혈유구 30여기 등의 많은 유구와 기와류, 토기류, 철기류, 청동기류 등의 다양한 유물이 확인되었다.
이처럼 광양마로산성은 유구와 유물로 인해 우리나라 고대 산성 연구에 중요한 자료를 제공할 뿐만 아니라 당시의 생활을 살필 수 있는 획기적인 자료가 되고 있는 중요 문화유적이다.

## 같이 보기
- 마로산

## 참고 자료
- 광양 마로산성 - 국가유산청 국가유산포털